# Skytts härads tingslag
Skytts härads tingslag var före 1873 ett tingslag i Malmöhus län i Oxie och Skytts häraders domsaga (från 1865). Tingsplatsen var Klörup.
Tingslaget omfattade Skytts härad. 
Tingslaget uppgick 1873 i Oxie och Skytts häraders tingslag.